# Politica dell'Estonia
La politica dell'Estonia è caratterizzata dal seguente quadro politico:

## Elezioni
L'Estonia elegge i titolari del potere legislativo a livello nazionale. Il Riigikogu ha 101 membri, eletti con un mandato di quattro anni con sistema proporzionale. Il Capo di Stato - il Presidente - è eletto ogni cinque anni dal Parlamento (dal 1º al 3º scrutinio) o da un collegio elettorale (dal quarto scrutinio). Localmente, esistono consigli governativi locali, che variano da zona a zona per numero di eletti. C'è tuttavia un numero minimo di deputati facenti parte del Consiglio a seconda della grandezza del Comune; le elezioni si svolgono anche qui con il sistema proporzionale.
Il numero minimo dei membri del Consiglio è 7, ma:
- se il comune ha più di 2 000 abitanti devono essere almeno 13
- se il comune ha più di 5 000 abitanti devono essere almeno 17
- se il comune ha più di 10 000 abitanti devono essere almeno 21
- se il comune ha più di 50 000 abitanti devono essere almeno 31
- se il comune ha più di 300 000 abitanti devono essere almeno 63

L'Estonia ha un sistema multipartitico, con numerosi partiti che non hanno la possibilità di vincere le elezioni da soli: è quindi necessario il dialogo tra le varie parti, che devono convergere in una coalizione di governo.

## Ramo esecutivo
Il Presidente dell'Estonia è eletto dal Parlamento (Riigikogu) per un mandato di cinque anni; se non si assicura i due terzi dei voti, dopo tre votazioni, allora una assemblea elettorale (composta dal parlamento più da membri delle amministrazioni locali) elegge il presidente, scegliendo fra i due candidati con la più larga percentuale di voti. 
Il Primo ministro dell'Estonia (Estone: Eesti Vabariigi Peaminister) è il capo del governo della Repubblica di Estonia. Il primo ministro è scelto dal Presidente e conferito dal Parlamento. Solitamente è indicato nel leader del maggior partito o coalizione in Parlamento.

## Ramo legislativo
Il Parlamento (Riigikogu) ha 101 membri, eletti per quattro anni con il sistema proporzionale.

## Partiti politici
- Partito Riformatore Estone (Eesti Reformierakond), sorto nel 1994.
- Partito di Centro Estone (Eesti Keskerakond), nato nel 1991.
- Unione Patria e Res Publica, (Isamaa ja Res Publica Liit) affermatosi nel 2006 dalla confluenza tra:
  - Unione della Patria, fondata nel 1995 dalla confluenza tra:
    - Partito della Coalizione Nazionale della Patria (Rahvuslik Koonderakond Isamaa), nato nel 1992;
    - Partito dell'Indipendenza Nazionale Estone (Eesti Rahvusliku Sõltumatuse Partei), nato nel 1988;

  - Res Publica, nel 2003.
- Partito Socialdemocratico (Sotsiaaldemokraatlik Erakond), nato nel 2004 come prosecuzione del "Partito Popolare Moderato" (Rahvaerakond Mõõdukad), nato nel 1999 dalla confluenza tra:
  - Moderati (Mõõdukad), formazione nata nel 1992 dalla confluenza tra:
    - Partito Socialdemocratico Estone (Eesti Sotsiaaldemokraatlik Partei), nato nel 1990;
    - Partito di Centro Agrario Estone (Eesti Maa-Keskerakond), nato nel 1990;

  - Partito Popolare (Rahvaerakond), sorto nel 1998 dalla confluena tra:
    - Partito Popolare dei Repubblicani e dei Conservatori (Vabariiklaste ja Konservatiivide Rahvaerakond) nato nel 1994;
    - Partito dei Contadini Estoni (Eesti Talurahva Erakond), nato nel 1994.
- Verdi Estoni (Erakond Eestimaa Rohelised), nati nel 2006;
- Partito Popolare Conservatore Estone (Eesti Konservatiivne Rahvaerakond), nato nel 2012 dalla confluenza tra:
  - Unione Popolare Estone (Eestimaa Rahvaliit), fondata nel 1994 e nota fino al 1999 con la denominazione di "Partito Popolare della Nazione Estone" (Eesti Maarahva Erakond);
  - Movimento Nazionalista Estone (Eesti Rahvuslik Liikumine), nato nel 2006;
- Partito Russo in Estonia (Vene Erakond Eestis), fondato nel 1993;
- Partito dei Democratici Cristiani Estoni (Erakond Eesti Kristlikud Demokraadid), nati nel 2006 come prosecuzione del "Partito Popolare Cristiano Estone" (Eesti Kristlik Rahvapartei), nata nel 1998.
- Partito della Sinistra Unita Estone (Eestimaa Ühendatud Vasakpartei), sorta nel 2009 dalla confluenza tra:
  - Partito della Costituzione (Konstitutsioonierakond) sorto nel 2006 come prosecuzione del "Partito Popolare Unito Estone" (Estimaa Ühendatud Rahvapartei), nato nel 1994;
  - Partito della Sinistra Estone (Eestimaa Vasakpartei), nato nel 1988.

## Ramo giudiziario
Il supremo potere giudiziario è rappresentato dalla Corte nazionale o Riigikohus, con 19 giustizie le quali sono dirette dal presidente designato dal parlamento per elezione a vita nominata dal presidente.

## Divisioni amministrative
L'Estonia numera 15 suddivisioni amministrative più importanti. Queste suddivisioni, a causa della dimensione geografica e demografica, sono da considerarsi contee (in Estone: plur. maakonnad; sing. - maakond).

## Partecipazione in organizzazioni internazionali
Estonia è membro del AIEA, BERS, BIRS, BIS, CBSS, CSI, CdE, EAPC, ECE, EU, FAO, FIM, ICAO, ICC, ICRM, IFC, IFRCS, IHO, ILO, IMO, Interpol, IOC, ISO (corrispondente), ITU, NATO, OIM (osservatore), OMC, OMD, OMM, OMPI, OMS, ONU, OPAC, OSCE, UEO (associata), UNCTAD, UNESCO, UNMIBH, UNMIK, UNTSO, UPU.

## Fonti
- Estonica : Estonia in brief : Political system:, su estonica.org (archiviato dall'url originale il 15 maggio 2001).
- Erik Herron's Guide to Politics of East Central Europe and Eurasia, su ku.edu. URL consultato il 16 dicembre 2007 (archiviato dall'url originale il 2 luglio 2006).